# Hendrik Kern
Johan Hendrik Caspar Kern (Poerworedjo, 6 april 1833 — Utrecht, 4 juli 1917) was een Nederlands taalkundige en oriëntalist. In de vakliteratuur wordt hij meestal aangeduid als H. Kern of Hendrik Kern; er zijn enkele andere wetenschappers met dezelfde achternaam.

## Levensbeschrijving
Hendrik Kern werd als zoon van Nederlandse ouders geboren in de Midden-Javaanse stad Poerworedjo, in het toenmalige Nederlands-Indië, maar toen hij zes jaar oud was, keerde het gezin naar Nederland terug. Op het gymnasium volgde Hendrik naast de voorgeschreven vakken ook lessen Engels (destijds niet verplicht) en Italiaans.
In 1850 ging hij letteren studeren aan de Rijksuniversiteit Utrecht, maar in 1851 vertrok hij naar de Leidse Universiteit, waar de mogelijkheid zich voordeed om colleges Sanskriet te volgen bij Prof. A. Rutgers. Na zijn promotie in 1855 vertrok hij naar Berlijn, waar hij zijn studie Sanskriet voortzette bij Albrecht Weber, en ook Germaanse en Slavische talen studeerde.
Bij zijn terugkeer naar Nederland, in 1858, aanvaardde dr. Kern een aanstelling als docent Grieks en Nederlands aan het Koninklijk Atheneum in Maastricht (tot 1862). In 1863 werd hij hoogleraar in Benares in de Indiase deelstaat Uttar Pradesh, en doceerde Sanskriet aan het Brahmana College en aan het Queen's College. In 1865 werd hem de leerstoel Sanskriet in Leiden aangeboden. Daar bleef hij tot zijn emeritaat in 1903, waarna hij verhuisde naar Utrecht.
Na zijn pensionering zette Prof. Kern zijn werkzaamheden voort, totdat in 1916 zijn (tweede) vrouw Annette de Chateleux stierf. Die slag kwam hij niet te boven, en nog geen jaar later overleed ook hijzelf. Een van zijn zonen, Johan Hendrik Kern, is later ook hoogleraar Sanskriet geworden in Leiden. Zijn dochter Berta Kern was getrouwd met de indoloog Hendrik Juynboll.

## Werk

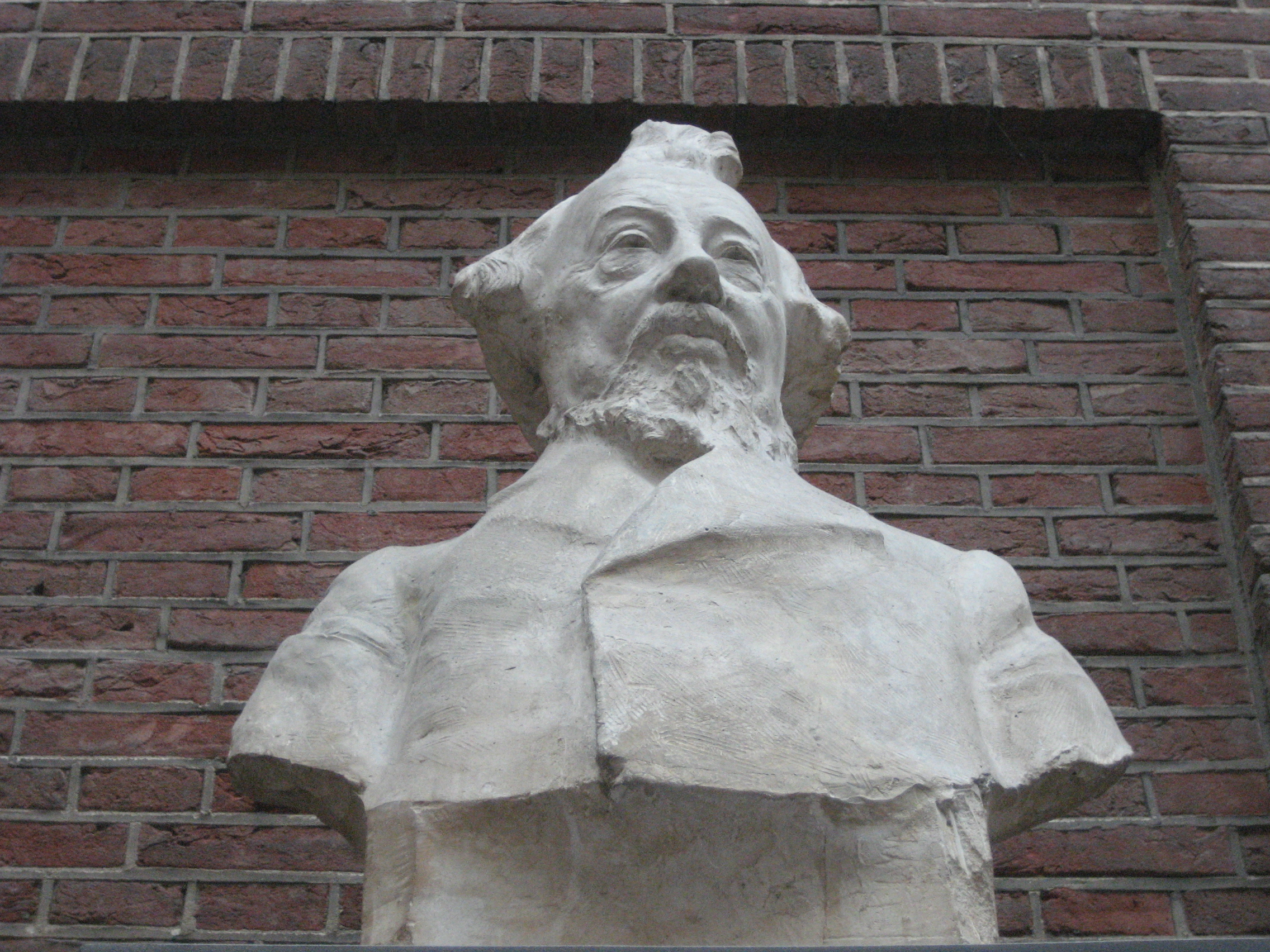
Buste van Kern door Charles van Wijk (Academiegebouw Leiden)

Kern wordt, samen met Herman Neubronner van der Tuuk, beschouwd als een der grondleggers van de oosterse studies in Nederland. Al op het gymnasium was zijn grote belangstelling voor talen gebleken, toen hij besloot Engels en Italiaans aan zijn vakkenpakket toe te voegen. Hij legde een buitengewone bekwaamheid aan de dag om een grote verscheidenheid aan talen te bestuderen en die ook grondig te beheersen.
Aanvankelijk was zijn aandachtsgebied beperkt tot de Indo-Europese talen, maar het strekte zich al uit over een zeer breed gebied: van de Germaanse subgroep tot het Sanskriet. Zijn dissertatie, onder de titel Specimen historicum exhibens scriptores Graecos de rebus Persicis Achaemenidarum monumentis collatos (1855) breidde dit veld nog uit tot het Perzisch: Kern toonde aan dat inscripties in die taal konden worden aangewend tot een beter begrip van het oude Perzië. Tijdens zijn verblijf in Benares legde hij zich toe op de studie van de Dravidische talen, leerde wat Arabisch en Hebreeuws, maar had zich binnen een jaar ook voldoende Hongaars eigen gemaakt (een taal die buiten de Indo-Europese taalfamilie valt, hetgeen trouwens ook voor de Dravidische talen geldt) om er romans in te kunnen lezen. Ook bestudeerde hij de Maleise talen.
In 1874 gaf hij een tekstuitgave in het licht van het werk van de astronoom Aryabhata. Dit was de eerste uitgave in Nederland van een werk in het nagara-schrift.
Behalve dat prof. Kern de Sanskriet-studie bevorderde, legde hij de basis voor de bestudering in Nederland van de Austronesische talen. Zijn enorme reputatie berust op zijn werkzaamheden in de vergelijkende taalwetenschap en in de filologie. In 1879 onderzocht hij Cambodjaanse inscripties, vervolgens richtte hij zijn aandacht op het Kawi (Oud-Javaans), en in 1886 toonde hij aan dat het Fijisch en het Polynesisch aan elkaar verwant waren. Hij was de eerste geleerde die het denkbeeld naar voren bracht dat de Oceanische talen een subgroep vormden van het Austronesisch (of Maleis-Polynesisch, zoals die taalfamilie destijds werd genoemd). In 1906 verscheen van zijn hand een studie over het Aneityums en het Erromanga — twee talen die deel uitmaken van de Vanuatuaanse vertakking van de Oceanische subgroep.
Niet alleen de zuivere taalkunde had zijn belangstelling. Zo stelde hij in 1889 een hypothese op voor de verspreidingsgeschiedenis van de "Malayo-Polynesische" volkeren. Daarbij maakte hij gebruik van de "Wörter und Sachen"-methode, die zich baseert op benamingen voor planten, dieren en voorwerpen in verwante talen.
Ook in zijn cultuurstudies toonde Kern zijn veelzijdigheid. Uit zijn Geschiedenis van het Buddhisme in Indië (1881—83) bleek dat hij het vakgebied grondig beheerste, al is er wel kritiek gekomen op zijn onvolledige begrip van oosterse astrologie en mystiek. Zijn positivistische benadering van de stof zal hier ten dele debet aan zijn geweest. Hij koesterde, naar wordt beweerd, ook een diep wantrouwen tegen de Junggrammatiker, zijn tijdgenoten.
Zijn publicaties zijn zeer talrijk, en hij heeft grote invloed gehad op de Nederlandse en buitenlandse taalkundigen die in zijn voetsporen traden. Hij was onder meer de promotor van C.C. Uhlenbeck. Zijn naam is verbonden aan het Instituut Kern dat een studiecentrum is van de talen en culturen van Zuid-Azië en de Himalaya. Instituut Kern maakt deel uit van de Universiteit Leiden.

## Nalatenschap
In de professorenbuurt in de Maastrichtse wijk Wyckerpoort is sinds 1952 een straat naar hem vernoemd, de Professor Kernstraat.

## Voetnoten
1. ↑  Nieuwe spelwijze: Purworejo
2. 1 2  T. Panhuysen, P. Dingemans, S. Minis en E. Sprenger (2013): De straatnamen van Maastricht, hun herkomst en betekenis, p. 205. Historische Kring Maastricht van het Koninklijk Limburgs Geschied- en Oudheidkundig Genootschap, Maastricht. ISBN 978-90-71581-16-8
3. ↑  Website Universiteit Leiden (Instituut Kern).

- Biblioteca Nacional de España: XX1632301
- Bibliothèque nationale de France: cb12341910t (data)
- Biografisch Portaal: 02911205
- CiNii: DA04810352
- Digitale Bibliotheek voor de Nederlandse Letteren: kern002
- Gemeinsame Normdatei: 10155656X
- International Standard Name Identifier: 0000 0001 0898 8517
- Library of Congress Control Number: n85158542
- Bibliotheek van het Japanse parlement: 00652545
- Nationale bibliotheek van Australië: 35816194
- Nationale Bibliotheek van Israël: 987007297870705171
- Nederlandse Thesaurus van Auteursnamen: 070008736
- Système universitaire de documentation: 032377738
- Trove: 1100477
- Virtual International Authority File: 49297728
- WorldCat: E39PBJxxjbHpYcWKGxV4KMrcyd